# Trzeci gabinet Gougha Whitlama
Trzeci gabinet Gougha Whitlama – pięćdziesiąty gabinet federalny Australii, urzędujący od 12 czerwca 1974 do 11 listopada 1975. Był trzecim z rzędu jednopartyjnym gabinetem Australijskiej Partii Pracy (ALP). 

## Okoliczności powstania i dymisji
Gabinet powstał po wyborach parlamentarnych z maja 1974, w których rządząca ALP utrzymała kontrolę na Izbą Reprezentantów, lecz po raz kolejny nie zdołała uzyskać większości w Senacie, gdzie panował impas między ALP a opozycją, tworzoną głównie przez Liberalną Partię Australii (LPA) i Partię Wiejską (CP). Taki stan rzeczy rzutował negatywnie na cały okres urzędowania gabinetu. W październiku i listopadzie 1975 doszło do poważnego przesilenia politycznego, w wyniku którego gubernator generalny John Kerr udzielił premierowi Whitlamowi dymisji w nadzwyczajnym trybie, rozwiązał parlament, a tymczasowym premierem na czas pozostały do wyborów mianował lidera opozycji Malcoma Frasera, który sformował swój pierwszy gabinet.

## Skład
| stanowisko | osoba           | od                   | do                   |
| --- | --------------- | -------------------- | -------------------- |
| premier | Gough Whitlam   | 12 czerwca 1974      | 11 listopada 1975    |
| wicepremier | Jim Cairns      | 12 czerwca 1974      | 2 lipca 1975         |
| wicepremier | Frank Crean     | 2 lipca 1975         | 11 listopada 1975    |
| minister handlu zagranicznego | Jim Cairns      | 12 czerwca 1974      | 11 grudnia 1974      |
| minister handlu zagranicznego | Frank Crean     | 11 grudnia 1974      | 11 listopada 1975    |
| minister minerałów i energii | Rex Connor      | 12 czerwca 1974      | 14 października 1975 |
| minister minerałów i energii | Ken Wriedt      | 14 października 1975 | 11 listopada 1975    |
| minister zabezpieczenia społecznego | Bill Hayden     | 12 czerwca 1974      | 6 czerwca 1975       |
| minister zabezpieczenia społecznego | John Wheeldon   | 6 czerwca 1975       | 11 listopada 1975    |
| prokurator generalny | Lionel Murphy   | 12 czerwca 1974      | 10 lutego 1975       |
| prokurator generalny | Kep Enderby     | 10 lutego 1975       | 6 czerwca 1975       |
| minister cła i akcyzy (od 27 marca 1975 minister policji i ceł)                                                                                            | Lionel Murphy   | 12 czerwca 1974      | 10 lutego 1975       |
| minister cła i akcyzy (od 27 marca 1975 minister policji i ceł)                                                                                            | Kep Enderby     | 10 lutego 1975       | 6 czerwca 1975       |
| minister cła i akcyzy (od 27 marca 1975 minister policji i ceł)                                                                                            | Jim Cavanagh    | 6 czerwca 1975       | 11 listopada 1975    |
| minister spraw zagranicznych | Donald Willesee | 12 czerwca 1974      | 11 listopada 1975    |
| minister rolnictwa | Ken Wriedt      | 12 czerwca 1974      | 21 października 1975 |
| minister rolnictwa | Rex Patterson   | 21 października 1975 | 11 listopada 1975    |
| minister skarbu | Frank Crean     | 12 czerwca 1974      | 11 grudnia 1974      |
| minister skarbu | Jim Cairns      | 11 grudnia 1974      | 6 czerwca 1975       |
| minister skarbu | Bill Hayden     | 6 czerwca 1975       | 11 listopada 1975    |
| minister ds. usług i własności | Fred Daly       | 12 czerwca 1974      | 7 października 1975  |
| minister służb administracyjnych | Fred Daly       | 7 października 1975  | 11 listopada 1975    |
| minister ds. mediów | Doug McClelland | 12 czerwca 1974      | 6 czerwca 1975       |
| minister ds. mediów | Moss Cass       | 6 czerwca 1975       | 11 listopada 1975    |
| minister obrony | Lance Barnard   | 12 czerwca 1974      | 6 czerwca 1975       |
| minister obrony | Bill Morrison   | 6 czerwca 1975       | 11 listopada 1975    |
| minister ds. rozwoju Północy (od 6 czerwca 1975 minister ds. północnej Australii)                                                                          | Rex Patterson   | 12 czerwca 1974      | 21 października 1975 |
| minister ds. rozwoju Północy (od 6 czerwca 1975 minister ds. północnej Australii)                                                                          | Paul Keating    | 21 października 1975 | 11 listopada 1975    |
| minister ds. Terytorium Północnego | Rex Patterson   | 12 czerwca 1974      | 6 czerwca 1975       |
| minister pracy i imigracji | Clyde Cameron   | 12 czerwca 1974      | 6 czerwca 1975       |
| minister pracy i imigracji | Jim McClelland  | 6 czerwca 1975       | 11 listopada 1975    |
| minister edukacji | Kim Beazley     | 12 czerwca 1974      | 11 listopada 1975    |
| specjalny minister stanu | Lionel Bowen    | 12 czerwca 1974      | 6 czerwca 1975       |
| specjalny minister stanu | Doug McClelland | 6 czerwca 1975       | 11 listopada 1975    |
| minister wspierający premiera w kwestiach służby cywilnej                                                                                                  | Lionel Bowen    | 12 czerwca 1974      | 6 czerwca 1975       |
| minister repatriacji i odszkodowań | John Wheeldon   | 12 czerwca 1974      | 11 listopada 1975    |
| minister rozwoju miejskiego i regionalnego | Tom Uren        | 12 czerwca 1974      | 11 listopada 1975    |
| minister poczty | Reg Bishop      | 12 czerwca 1974      | 11 listopada 1975    |
| minister mieszkalnictwa i budownictwa | Les Johnson     | 12 czerwca 1974      | 6 czerwca 1975       |
| minister mieszkalnictwa i budownictwa | Joseph Riordan  | 6 czerwca 1975       | 11 listopada 1975    |
| minister transportu | Charles Jones   | 12 czerwca 1974      | 11 listopada 1975    |
| minister zdrowia | Doug Everingham | 12 czerwca 1974      | 11 listopada 1975    |
| minister przemysłu wytwórczego | Kep Enderby     | 12 czerwca 1974      | 10 lutego 1975       |
| minister przemysłu wytwórczego | Jim McClelland  | 10 lutego 1975       | 6 czerwca 1975       |
| minister przemysłu wytwórczego | Lionel Bowen    | 6 czerwca 1975       | 11 listopada 1975    |
| minister ds. terytorium stołecznego | Gordon Bryant   | 12 czerwca 1974      | 11 listopada 1975    |
| minister środowiska i ochrony przyrody (od 21 kwietnia 1975 minister środowiska)                                                                           | Moss Cass       | 12 czerwca 1974      | 6 czerwca 1975       |
| minister środowiska i ochrony przyrody (od 21 kwietnia 1975 minister środowiska)                                                                           | Jim Cairns      | 6 czerwca 1975       | 2 lipca 1975         |
| minister środowiska i ochrony przyrody (od 21 kwietnia 1975 minister środowiska)                                                                           | Gough Whitlam   | 2 lipca 1975         | 14 lipca 1975        |
| minister środowiska i ochrony przyrody (od 21 kwietnia 1975 minister środowiska)                                                                           | Joe Berinson    | 14 lipca 1975        | 11 listopada 1975    |
| minister ds. aborygeńskich | Jim Cavanagh    | 12 czerwca 1974      | 6 czerwca 1975       |
| minister ds. aborygeńskich | Les Johnson     | 6 czerwca 1975       | 11 listopada 1975    |
| minister nauki (od 6 czerwca 1975 minister nauki i spraw konsumenckich)                                                                                    | Bill Morrison   | 12 czerwca 1974      | 6 czerwca 1975       |
| minister nauki (od 6 czerwca 1975 minister nauki i spraw konsumenckich)                                                                                    | Clyde Cameron   | 6 czerwca 1975       | 11 listopada 1975    |
| wiceminister spraw zagranicznych ds. Papui-Nowej Gwinei (w randze członka gabinetu) (od 6 czerwca 1975 wiceminister spraw zagranicznych ds. wysp Pacyfiku) | Bill Morrison   | 12 czerwca 1974      | 11 listopada 1975    |
| wiceprzewodniczący Federalnej Rady Wykonawczej | Frank Stewart   | 12 czerwca 1974      | 11 listopada 1975    |
| wiceminister skarbu (w randze członka gabinetu) | Frank Stewart   | 12 czerwca 1974      | 11 listopada 1975    |
| minister turystyki i rekreacji | Frank Stewart   | 12 czerwca 1974      | 11 listopada 1975    |